# Joseph Weizenbaum
Joseph Weizenbaum là nhà khoa học máy tính người Mỹ gốc Đức-Do Thái.
Ông sinh ra tại Berlin nhưng năm 12 tuổi đã theo gia đình tản cư sang Hoa Kỳ do phát xít Đức có sự kì thị đối với người Do Thái (anti-semistic legislation).
Weizenbaum nhập học trường Đại học Wayne State tại Detroit vào năm 1941, nhưng ngừng học ngay năm sau đó để gia nhập Army Air Corps với vai trò một nhà khí tượng học. Sau chiến tranh ông quay lại học ngành toán và tham gia lập trình cho những chiếc máy tính lớn thế hệ đầu tiên.
Năm 1952 ông bắt đầu hoạt động trong lĩnh vực công nghiệp tại công ty General Electric với dự án xây dựng phần mềm cho Ngân hàng Hoa Kỳ. Năm 1962 ông trở thành giáo sư danh dự của MIT và đến năm 1970 chính thức trở thành giáo sư của bộ môn Khoa học máy tính của trường này.
Cũng năm 1962 ông viết chương trình máy tính mang tên ELIZA - một sản phẩm tiên phong trong ngành trí tuệ nhân tạo. ELIZA mô phỏng một người bác sĩ trị liệu theo phương pháp khuyến khích đối thoại cùng người bệnh (phương pháp Carl Rogers). Theo đó người dùng nhập những câu đối thoại từ bàn phím và máy tính sẽ đáp trả theo ngôn ngữ tự nhiên.
Năm 1996 ông quay trở lại Đức cùng gia đình và đến trước lúc mất còn giữ cương vị Chủ tịch Hội đồng Khoa học tại Viện Kinh doanh Điện toán  ở Berlin.